# ハンス＝ヴェルナー・グローゼ
ハンス＝ヴェルナー・グローゼ（Hans-Werner Grosse 、1922年11月28日 - 2021年2月18日）は、ドイツのグライダー・パイロットである。1972年にグライダーの長距離飛行記録を樹立したのをはじめ、46の国際航空連盟（FAI）が認定したグライダーの飛行記録を作った。

## 生涯
スヴィネミュンデ（現在はポーランド領シフィノウイシチェ）に生まれた。第二次世界大戦で空軍で飛行を学んだ。1970年代にグライダー・パイロットとして活躍した。1970年に世界グライダー選手権で2位となった。
1972年4月25日に、グライダーASW 12で自分の住むドイツ北部のリューベックから南フランスのビアリッツまでの1,460.80kmを11時間半で飛行して、グライダーの長距離飛行の記録を作った。この記録は2003年1月9日にアルゼンチンでクラウス・オールマンが更新するまで世界記録であった。その他にオーストラリアのアリス・スプリングスで三角コースの距離記録（1,306 km ：1981年）や1,250kmの三角コースの速度記録(133 km/h ：1980年)、350kmの三角コースの速度記録(158 km/h ：1980年)など46のグライダーの世界記録を樹立した。1978年にFAI・ゴールド・エア・メダルを受賞した。
若手グライダー・パイロットを育成するために、"Jugendfördernde Maßnahmen Ost"プロジェクトを設立し、自らの高性能グライダーASH 25 を若手に提供した。75歳の誕生日に、FAIのグライダー選手権のドイツチームの名誉メンバーに選ばれた。